# Kourakhove
Kourakhovo
Kourakhove (en ukrainien : Курахове) ou Kourakhovo (en russe : Курахово) est une ville de l'oblast de Donetsk, en Ukraine. Depuis le 6 janvier 2025 elle est occupée par l’armée Russe.

## Géographie
Kourakhove est située à 41 km à l'ouest de Donetsk. La ville occupe la rive sud de la rivière Vovtcha, affluent de la rivière Samara, dans le système hydrologique de la rive gauche du fleuve Dniepr.

### Communauté urbaine
La ville regroupe autour d'elle une communauté urbaine, notamment composée à l'est des communes urbaines de Hostre et de Kourakhivka, et au nord de celle de Illinka.

## Histoire
Une cité ouvrière est fondée en 1936 dans le cadre d'un projet de centrale hydroélectrique près du village de Kourahovke. La centrale électrique est mise en service en juillet 1941 et la dernière turbogénératrice en 1952. Jusqu'en 1943, le bourg était appelé Kourakhovgresstroï (en russe : Кураховгрэсстрой), puis Kourakhovgres (Кураховгрэс). En 1956, il reçoit le statut de ville ainsi que le nom de Kourakhove.

### Bataille de Kourakhove
Dans le cadre de l'invasion russe de l'Ukraine de 2022, Kourakhove fait l'objet d'intenses combats à la fin de l'année 2024
Le 24 juillet 2024, la 79e brigade d'assaut aérien ukrainienne affirme avoir repoussé un assaut russe sur Kourakhove, indiquant avoir détruit 12 motos, endommagé six chars et sept véhicules blindés, tué 40 soldats russes et blessé 37 autres.
Le 29 octobre 2024, les forces russes sont entrées dans Kourakhove par l'est. Avec la revendication de la prise du village de Vovchenka au Nord de la ville par l'armée russe début novembre, la pression sur l'Est de la ville s'intensifie. Avec la prise de Vouhledar au 1er octobre, la pression sur le Sud de la ville s'intensifie également, les russes se rapprochant de plus en plus du principal axe de ravitaillement de la garnison. La prise du village de Maksymivka début novembre les porte à environ 10 km de cet axe.
Le 11 novembre 2024, le barrage au Nord-Ouest de la ville est détruit, inondant une partie des terres situées au Nord et à l'Ouest de Kourakhove. Une vidéo de la destruction du barrage, permet d'affirmer qu'il semble avoir été détruit à l'aide d'explosifs. Bien que les deux armées se rejettent mutuellement la faute, il apparaitrait donc qu'il a été détruit par l'armée ukrainienne. La destruction du barrage, en effet, avantage et handicape les deux armées. L'inondation limite les risques d'encerclement de la localité par l'armée russe depuis le Nord-Ouest, mais complique cependant grandement le ravitaillement de la garnison, le principal axe de ravitaillement devenant difficilement praticable.
Le même jour, une offensive russe permet de percer les lignes de défense situées à l'Est de la localité. Les deux positions fortifiées qui entravaient jusque là l'avancée russe sont capturées, ce qui permet aux forces armées russes de prendre le contrôle de l'Est du ville quelques jours plus tard.
Depuis la chute de Vouhledar, ville située à 30 km au Sud de la localité, Kourakhove constitue la dernière forteresse du Sud du Donbass, et est par conséquent une ville hautement stratégique pour les deux belligérants. Sa prise par l'armée russe, en effet, entrainerait probablement une percée d'une partie du front, comme à Vouhledar, et une avance rapide des forces armées jusqu'à une prochaine ligne de défense, ce qui se traduirait par une importante perte de terrain pour les Ukrainiens.
Le 21 novembre 2024, l'armée russe prends le contrôle du village de Daljne, au sud de la localité, permettant d'augmenter la pression sur la partie sud des fortifications.
Quelques jours plus tard, le 25 novembre, une offensive russe permet de sécuriser 12 km2 de terrain autour du centre-ville, faisant craindre un encerclement de la garnison. Certains éléments de l'armée assaillante entrent même dans le centre-ville, où d'intenses combats débutent. La 71e Brigade jäger ukrainienne est envoyée en renfort dans la ville afin de ralentir l'avancée russe dans la localité.
Le 30 novembre 2024, une offensive russe leur permet de sécuriser près d'1 km2 de terrain dans le centre-ville, les rapprochant dangereusement de l'hôpital de la localité. Le lendemain, la 114e Brigade motorisée russe mène une offensive au nord du lac Vovotcha, leur permettant de capturer l'ouest du village de Beretsky, qui était jusque là disputé, et d'entrer dans l'est du village de Stari Terny. Ces gains, représentant un peu plus de 7 km2, en plus de grandement menacer Kourakhove d'encerclement, portent les lignes russes à seulement quelques centaines de mètres de l'axe routier entre Kourakhove et Andriivka, principale voie de ravitaillement de la garnison de la forteresse. Le 4 décembre 2024, l'armée russe prend le contrôle de la totalité du village de Stari Terny.
Le 14 décembre 2024, de violents combats ont lieu au centre-ville. À l'issue de ceux-ci, l'armée russe sécurise près de 65 ha de terrain au cœur même de la localité, hissant le drapeau russe devant l'hôpital de la ville encore sous contrôle ukrainien à la date du 17 décembre.
Pendant plusieurs semaines, une partie des forces assaillantes s'attèlent à réduire un chaudron constitué des villages de Kostyantynivka, Antonivka, Katerynivka, Illinka, Yelyzavetivka, Romanivka, Veselyi Hai, Hannivka, Trudove et Uspenivka, au sud de la forteresse. Ce chaudron est petit à petit amputé à la suite d'assauts depuis le sud et les flancs. Il est totalement réduit avec la chute de Hannivka entre le 13 et le 15 décembre, et d'importantes attaques blindées russes sur les villages d'Uspenivka et Kostiantynopolske le 16 décembre 2024.
L'hôpital tombe finalement le 18 décembre 2024 aux mains de la 5e brigade motorisée russe, qui s'empare par la même occasion de 20 ha de terrain au centre-ville. La même journée, l'armée russe annonce la prise des villages de Trudove et d'Uspenivka. Konstiantynopolske tombe le lendemain.
Le 19 décembre 2024, l'armée russe annonce la prise du village de Zelenivka au sud ouest de la locatilité. La capture du village porte les positions russes à moins de 3 km de l'axe de ravitaillement entre Kostiantynpil et Kourakhove, axe vital pour la garnison de la forteresse.
Le 25 décembre 2024, plusieurs drapeaux russes sont hissés dans le parc Yuvileynyy, situé dans la partie ouest du centre-ville de la localité. La prise du parc par l'armée russe est confirmée par DeepStateMAP. Elle s'accompagne de nombreux gains à l'extérieur de la ville qui représentent plus de 5 km2 de terrain.
Les 28 et 29 décembre 2024, des éléments d'infanterie russe sont bombardés dans l'usine située à la limite ouest de la localité. Ce complexe industriel est le dernier ensemble de bâtiment à ne pas être sous contrôle russe selon plusieurs sources, comme DeepStateMAP. Le 31 décembre 2024, l'armée russe hisse son drapeau sur l'usine, achevant ainsi la capture du bâtiment. Seuls quelques bâtiments à l'extrême ouest de Kourakhove sont encore disputés, tandis que plusieurs sources pro-russes annoncent la chute de la localité le 2 janvier 2025, sans que cela soit confirmé, ni par les forces armées russes ou ukrainiennes, ni par DeepStateMAP.
Le 6 janvier 2025 la Russie annonce occuper la ville dans sa totalité, qui n'appartient donc, de facto, plus à l'Ukraine.

## Population
Recensements (*) ou estimations de la population :
| 1939* | 1959*  | 1970*  | 1979*  | 1989*  |
| ----- | ------ | ------ | ------ | ------ |
| 5 324 | 10 799 | 15 616 | 20 091 | 20 155 |

| 2001*  | 2010   | 2011   | 2012   | 2013   |
| ------ | ------ | ------ | ------ | ------ |
| 21 479 | 20 372 | 20 224 | 20 142 | 20 098 |

Sa population était est mée à 3 000 habitants en juin 2024.

## Transports
Kourakhove se trouve à 45 km de Donetsk par le chemin de fer et à 52 km par la route.

## Photographies

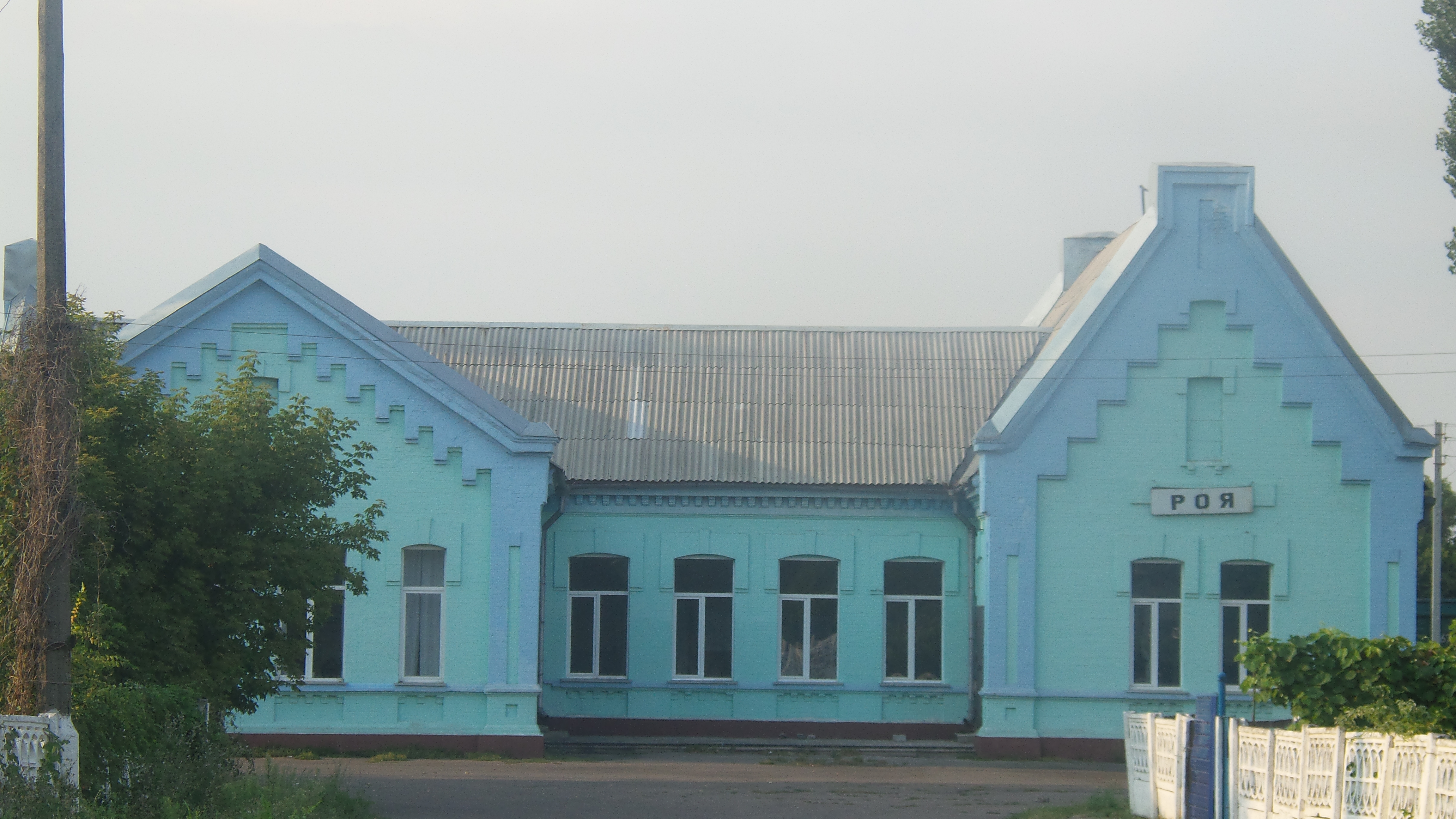
La gare ferroviaire.
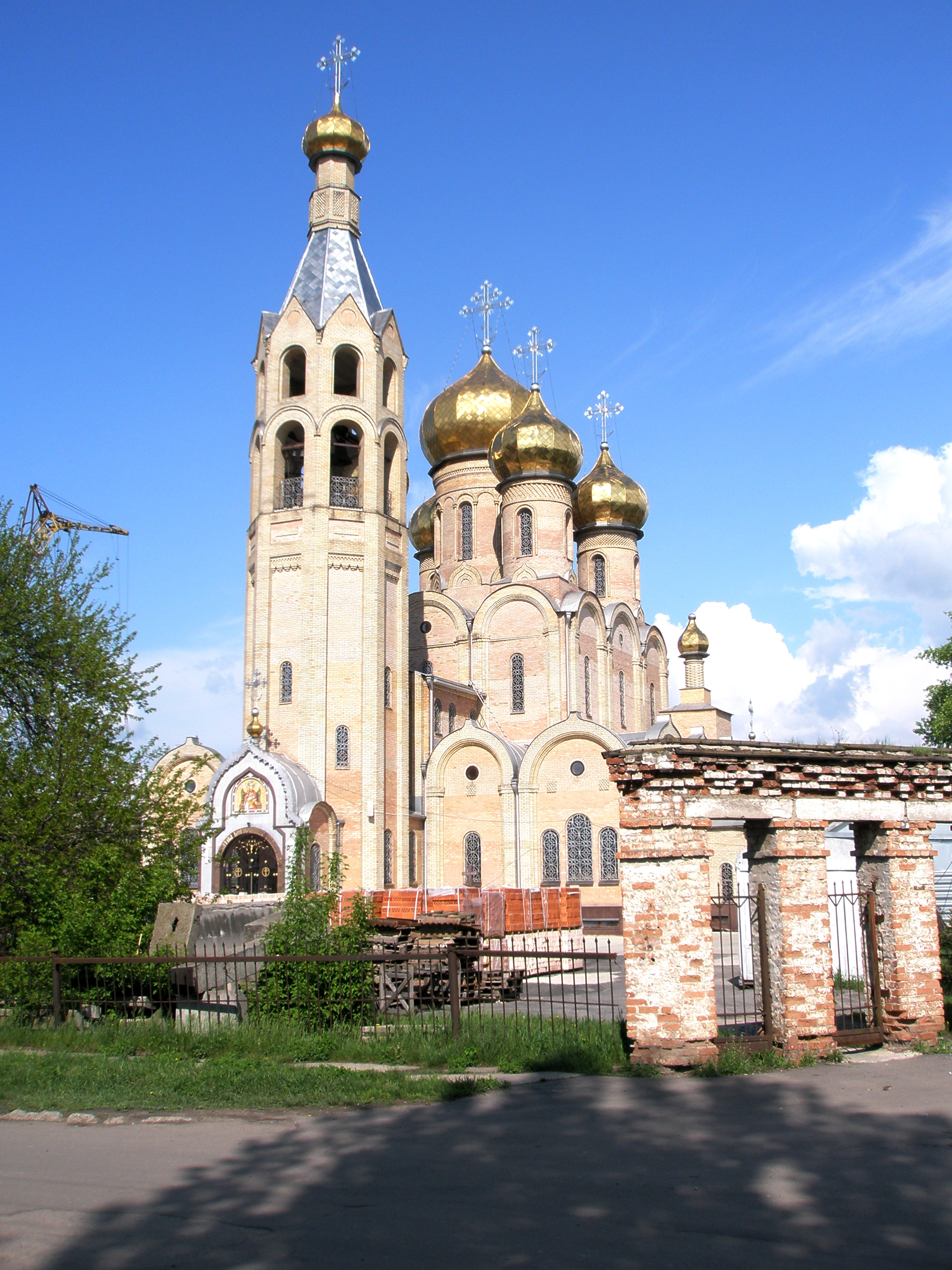
Église orthodoxe de l'Icône-de-la-Mère-de-Dieu-Souveraine.
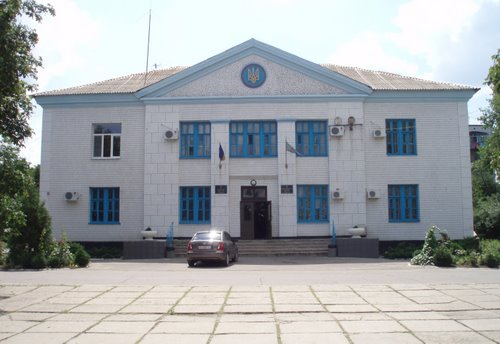
Mairie.
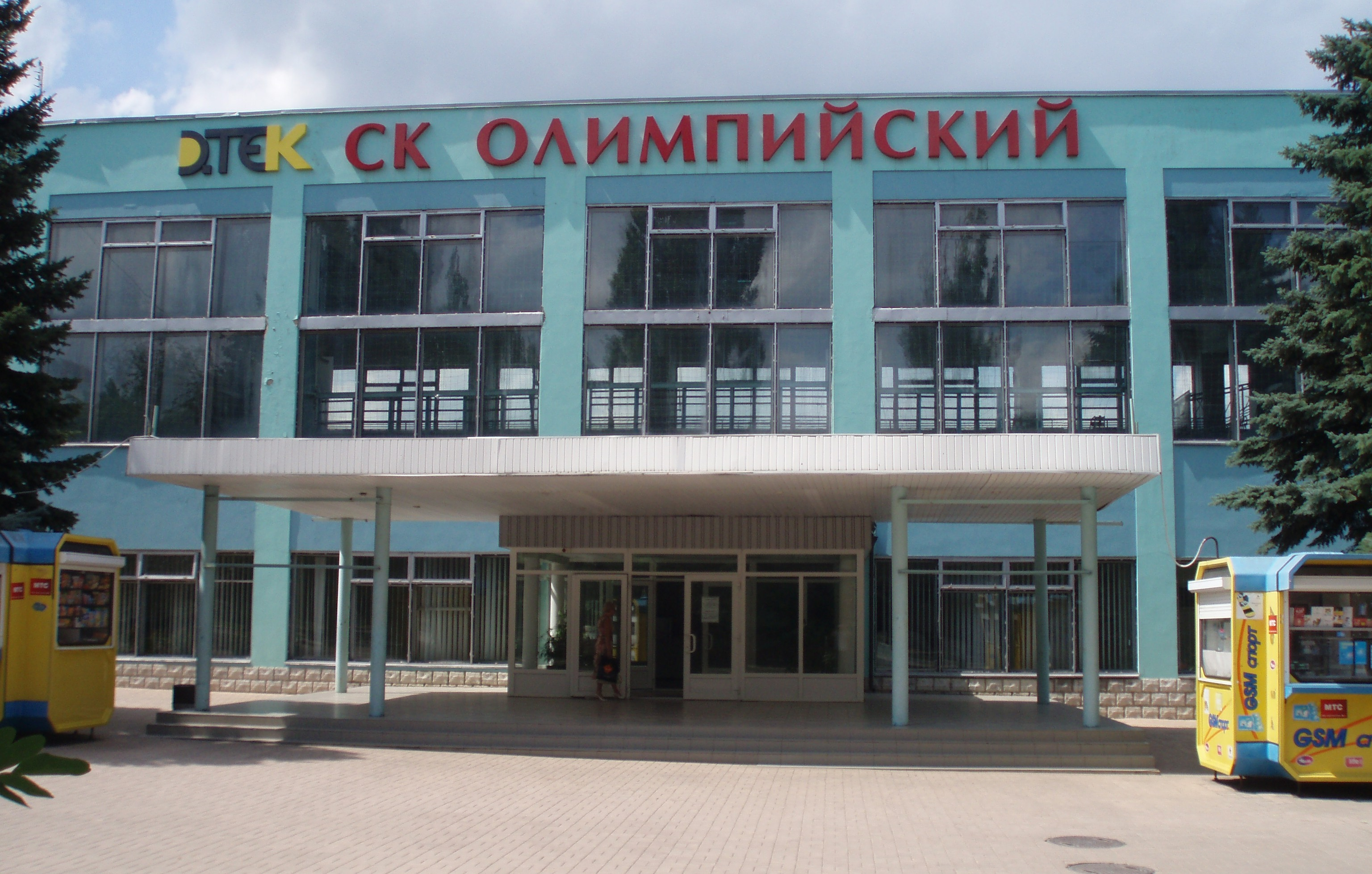
Complexe sportif « Olympique ».
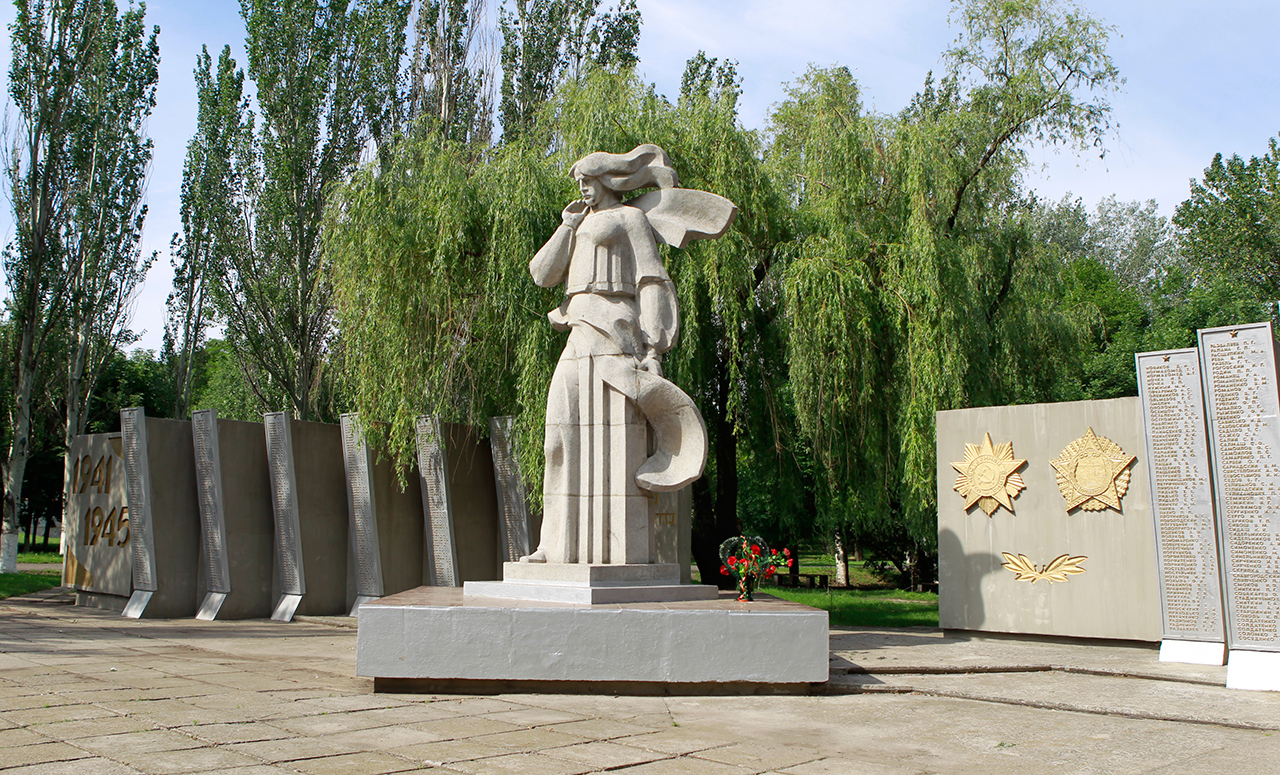
Monument aux morts de la Grande guerre patriotique.